# Siège de Berwick (1482)
Pour les articles homonymes, voir Siège de Berwick.
 (juin 2017).
La ville écossaise de Berwick-upon-Tweed et son château sont pris par les Anglais à l'été 1482. Par le traité de Fotheringhay, signé le 11 juin 1482, Alexandre Stuart, duc d'Albany, le frère du roi Jacques III d'Écosse, s'autoproclame roi d'Écosse et jure fidélité à Édouard IV d'Angleterre. L'invasion anglaise de l'Écosse qui suit échoue à placer Albany sur le trône mais la ville frontalière de Berwick est prise définitivement le 24 août 1482.

## Le traité de Fotheringhay
Édouard IV était déçu par l'échec du traité qu'il avait signé en 1474 avec Jacques III. Ce traité stipulait que le fils de Jacques III, Jacques, duc de Rothesay, épouserait Cécile d'York, la troisième fille d'Édouard. Les fiançailles eurent lieu en octobre 1474 et une trêve fut conclue jusqu'en 1519. Depuis février 1475, la dot de Cécile était payée au fur et à mesure par Édouard mais le mariage n'avait toujours pas eu lieu. Au début de l'année 1482, la dot s'élevait à 20 000 marcs.
Cependant, les escarmouches entre les deux pays avaient repris en 1480. Le comte d'Angus attaqua Bamburgh, et le comte de Northumberland menait des raids en Écosse. En octobre 1480, Jacques III avait demandé l'aide militaire de Louis XI de France. Onze navires partirent de France en février 1481 et firent plusieurs raids sur la côte anglaise, notamment au château de Blackness. À l'automne 1481, Édouard fit des préparatifs pour une prochaine invasion.
En mai 1482, le duc d'Albany, en conflit avec son frère et en exil en France depuis 1479, débarqua en Angleterre. Édouard IV vit l'opportunité de s'allier avec Albany et rassembla des hommes pour servir la cause du « nouveau roi d'Écosse ». Édouard, son frère Richard, duc de Gloucester, et Albany signèrent un traité d'alliance à Fotheringay le 11 juin 1482. D'après ce traité, si Albany devenait roi d'Écosse, il rendrait à Édouard les villes de Berwick-upon-Tweed et Lochmaben. Il rendrait hommage à Édouard et romprait la Auld Alliance avec la France. Enfin, il épouserait Cécile d'York. Albany signa le traité sous le nom d'Alexandre IV.

## L'invasion de l'Écosse
Édouard IV rassembla 20 000 hommes pour envahir l'Écosse et nomma le 12 juin Gloucester commandant en chef de l'armée d'invasion. Les premières troupes anglaises, commandées par Francis Lovell, un fidèle de Gloucester, envahirent l'Écosse le 24 juin 1482. Équipés de plus de 2 000 archers, Gloucester et Albany prirent Berwick au début du mois de juillet. Le château restait cependant aux mains des Écossais. La ville de Berwick avait été cédée par le lancastrien Henri VI d'Angleterre à Jacques III en 1461, dans le cadre de la Guerre des Deux-Roses, en échange de son assistance militaire contre les yorkistes commandés par Édouard IV. 

### Lauder Bridge
Gloucester divisa son armée en deux. Le comte de Northumberland se dirigea vers le Nord et brûla toutes les villes qui se trouvaient sur son passage. Il s'empara de Roxburgh et y resta en attendant les ordres de Gloucester. De son côté, Gloucester s'empara de Duns puis bifurqua jusqu'à la capitale écossaise, Édimbourg.
L'armée écossaise s'arrêta à Lauder et ne résista pas car de nombreux nobles se mutinaient contre Jacques III. Ce dernier fut arrêté et son favori Robert Cochrane fut pendu. En colère, Jacques fit emprisonner la grande majorité de ses chefs militaires mais le comte d'Angus négocia rapidement leur libération.
Jacques III retourna en précipitation à Édimbourg le 22 juillet. La Cour était désormais déchirée en trois partis : les partisans de Jacques, les partisans d'Albany et les rebelles de Lauder qui voulaient restreindre le pouvoir royal de Jacques.

### Arrivée du duc de Gloucester à Édimbourg
Au début du mois d'août, Gloucester entra à Édimbourg mais ne réussit pas à établir Albany sur le trône. Les frondeurs de Lauder, bien qu'ils aient emprisonné une nouvelle fois le roi au château d'Édimbourg pour sa sûreté, refusèrent de le destituer. Sans ressource pour assiéger le château, Gloucester fut contraint de négocier.
Les nobles écossais retirèrent leur soutien à Albany lorsqu'ils apprirent les clauses du traité de Fotheringay. Les trois partis de la Cour écossaise se réconcilièrent et Gloucester négocia auprès de Jacques un pardon royal pour Albany et sa restauration au sein du Conseil du Roi.
Gloucester signa une trêve le 4 août 1482 et se retira d'Édimbourg. Albany reçut la garde de son frère le roi, toujours emprisonné. Gloucester laissa  le 11 août 1 700 hommes à Berwick afin de prendre le château, ce qui fut fait le 24 août.
Édouard IV écrivit au pape Sixte IV le 25 août afin de lui décrire la campagne d'Écosse, notamment la magnanimité dont avait fait preuve Gloucester envers la population d'Édimbourg. Il lui annonça que seule la prise de Berwick était son gain lors de cette guerre et qu'elle s'était effectuée sans effusion de sang.

### Siège du château d'Édimbourg
Albany rassembla ses partisans et obtint que le roi sorte du château le 29 septembre, après avoir discuté avec son oncle John Stuart.

## Suites
Pendant quelques mois, Albany dirigea le gouvernement écossais, et le 11 décembre 1482, il fut nommé Lieutenant-Général-Protecteur d'Écosse par Jacques III afin de défendre la frontière des raids anglais. Lorsque Jacques III retrouva ses prérogatives le 8 janvier 1483, il récompensa grandement ceux qui lui étaient restés fidèles lors de l'invasion de l'Écosse l'été précédent.
Après avoir tenté de s'emparer de la personne du roi le 2 janvier, Albany s'enfuit à Dunbar puis en Angleterre. Édouard IV lui promit son aide le 11 février et força le 19 mars Jacques III à accepter une endenture. Cependant, la mort subite d'Édouard le 9 avril laissa Albany sans protecteur et il fut condamné à mort par contumace pour haute trahison par le Parlement d'Écosse.
Albany ne reçut pas la faveur de Gloucester, devenu le roi Richard III le 26 juin 1483. Richard ne le soutint pas lors de sa tentative d'invasion de l'Écosse à l'été 1484, qui se solda par la défaite d'Albany à Lochmaben Fair.
Réfugié en France, Albany fut tué lors d'un tournoi contre le duc d'Orléans le 7 août 1485.